# Lav Díaz
Lavrente Díaz y Indico, más conocido como Lav Díaz (Mindanao, Filipinas, 30 de diciembre de 1958) es un cineasta independiente filipino.
Ha ganado numerosos premios internacionales, que le han convertido en el director más reconocido de su país a nivel mundial. Sus películas suelen abordar desde personajes individuales temas sociales, históricos y políticos de Filipinas, tanto presentes como pasados y futuros. A nivel técnico, se caracterizan por su transgresión de las reglas habituales del lenguaje cinematográfico, utilizando técnicas de filmación inusuales y con metrajes insólitamente largos, llegando a superar la barrera de 10 horas en alguna de ellas. Lo extremo de esta propuesta estética permitiría encuadrar la obra de Díaz entre los márgenes del cine contemplativo y el experimental.

Además de su tarea como director y guionista, ha cultivado otras facetas artísticas como la poesía, la fotografía, la escritura de guiones y relatos, la producción y la composición musical, integrando en ocasiones estas disciplinas en sus filmes. Al margen de sus premios cinematográficos, ha recibido una Beca Guggenheim en 2010 y un Premio Príncipe Claus de Holanda en 2014. 

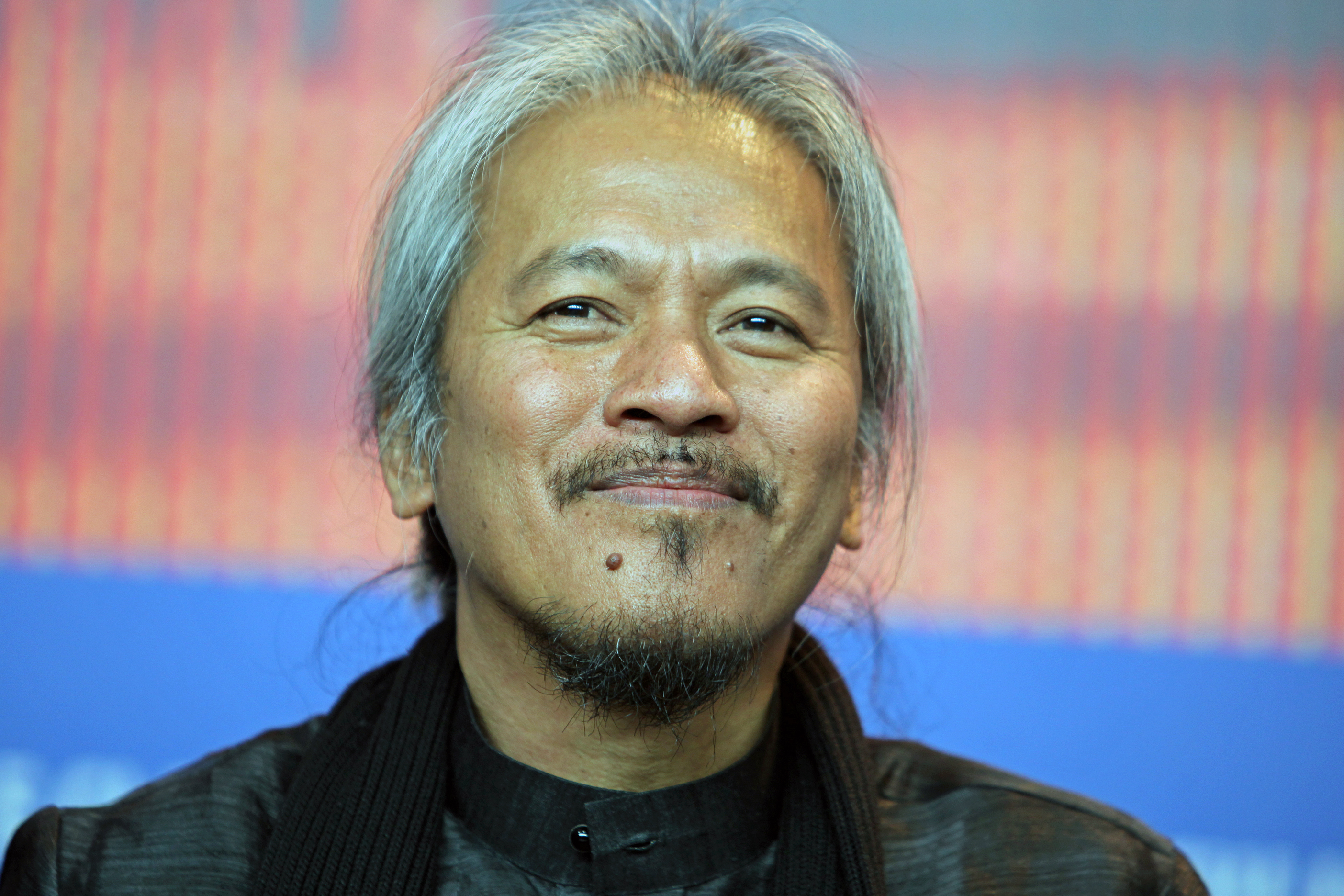
Lav Diaz en la Berlinale en febrero de 2016.

## Biografía y trayectoria

### Juventud e inicios en el cine
Nacido en 1958 y criado en la isla sureña de Mindanao, Lav Díaz pertenece a la generación de filipinos que tomaron conciencia política durante el período del autogolpe de Estado del presidente Ferdinand Marcos (1972-1981). Crecer en este territorio insular, que había sido autónomo de Manila hasta la independencia de Filipinas, tendría una influencia notable sobre el modo de dirección, las localizaciones y la estética de sus futuras películas.
Después de estudiar Ciencias Económicas, ejercer diferentes oficios, tocar en una banda punk y colaborar con la rama juvenil del Partido Comunista, la carrera cinematográfica de Lav Díaz comenzó tardíamente en la década de los 90, como coguionista de las películas Mabuting kaibigan masamang kaaway (1991) y Galvez: Hanggang sa dulo ng mundo hahanapin kita (1993). Su primer trabajo tras la cámara fue The Criminal of Barrio Concepcion (Serafin Geronimo: Ang kriminal ng Baryo Concepcion, 1998), un thriller exhibido en el Festival de Cine de Chicago. Le seguirían la comedia Burger Boys (1999) y el drama Naked Under the Moon (Hubad sa Ilalim ng Buwan, 1999). Se trata de tres filmes relativamente convencionales -su duración ronda las dos horas- de carácter alimenticio, que Díaz alternó con los primeros pasos del rodaje en 16mm de su monumental Evolution of a Philipino Family (Ebolusyon ng isang pamilyang Pilipino, 2005), que comenzó en 1994 y sería concluida diez años después, con un metraje de 10 horas y 47 minutos.

### Consolidación de su estilo
Rodada entre Nueva York y Nueva Jersey, en 35 mm y en color, Batang West Side (2001) fue la primera incursión de Díaz en su formato habitual de larga duración (315 minutos) antes de su transición a lo digital. La película reflexiona sobre la cultura de la violencia de su país a través del prisma de la diáspora filipina en Estados Unidos, y junto al estreno de Evolution of a Philipino Family en 2005 (un recorrido por el período comprendido entre 1971 y 1987 a través de una familia de clase baja, con el ascenso y caída del dictador Marcos como trasfondo, combinando celuloide y digital, con una estética de largos planos en blanco y negro que caracterizarían la mayor parte de su cine posterior), situó al director como una de las figuras más singulares del cine filipino, acumulando numerosos galardones en certámenes de su país como los Gawad Urian Awards y otros premios en festivales de Singapur, Canadá, Holanda y Bélgica.
Estos dos filmes consolidaron el modus operandi de sus siguientes obras: películas de duración extrema, en blanco y negro, rodadas en formato digital, con un presupuesto muy limitado y una total despreocupación de las convenciones del cine comercial, como Heremias, Book One (Heremias, Unang aklat, 2006), un retrato de la vida de un vendedor ambulante a lo largo de nueve horas de metraje, Death in the Land of Encantos (Kagadanan sa banwaan ning mga Engkanto, 2007), protagonizada por un poeta que regresa a su región natal tras la devastación causada por el supertifón Durián, de duración semejante a la anterior citada, y premiada en el Festival de Venecia al igual que Melancholia (2008), de casi ocho horas, acerca del efecto de una serie de desapariciones y ejecuciones sumarísimas en la psique de varios personajes, o la metacinematográfica Century of Birthing (Siglo ng pagluluwal, 2011), de 358 minutos.

### Madurez y consagración internacional
El cine de Lav Díaz comenzó a darse a conocer en los principales festivales occidentales con el estreno en la sección Un Certain Regard del Festival de Cine de Cannes de 2013, así como en la programación principal del Festival de Cine de Nueva York de 2013, de su película Norte, The End of History (Norte, Hangganan ng Kasaysayan, 2013). Rodada en color, con un mayor presupuesto y un metraje en torno a las cuatro horas de duración, se trata de una adaptación libre de Crimen y castigo de Dostoyevski. El director se ha referido a su trama y su título (que alude irónicamente a la teoría del “fin de la Historia” reformulada por Francis Fukuyama) como una metáfora política, ya que el norte del país fue la región donde surgió el totalitarismo filipino.
El ajuste de cuentas con el régimen de Ferdinand Marcos se hizo mucho más explícito en su siguiente obra, que recibió el premio a la mejor película en el Festival Internacional de Cine de Locarno: From What Is Before (Mula sa Kung Ano ang Noon, 2014), de casi seis horas, considerada por la crítica como una de sus mayores obras maestras, con una puntuación de 88 sobre 100 en Metacritic, alcanzando el grado de “aclamación universal” según los estándares de dicha web. Narra el proceso de desintegración de una pequeña comunidad rural, en la que los prolegómenos de la sanguinaria ley marcial impuesta en 1972 siembran el caos y el terror; está basada en los recuerdos personales del cineasta acerca de este periodo traumático de la historia de Filipinas.
Las torturas, desapariciones y asesinatos perpetrados por las milicias anticomunistas de Marcos serán el tema principal de la posterior Season of the Devil (Ang Panahon ng Halimaw, 2018), donde la extrema violencia física y psicológica contrasta con el modo escogido por el cineasta para plasmar la trama: un musical u ópera rock. En esta segunda década del siglo Lav Díaz experimentó también con otros géneros, como el documental, en el filme sobre las víctimas del tifón Haiyan Storm Children (Mga Anak Ng Unos, 2014) o la ciencia ficción, en The Halt (Ang Hupa, 2019), una sátira de la presidencia del populista Rodrigo Duterte.
Otras películas de notable éxito en certámenes internacionales fueron A Lullaby to the Sorrowful Mystery (Hele sa hiwagang hapis, 2016), sobre la lucha anticolonial contra España, nominada al Oso de Oro del Festival de Berlín y ganadora del Alfred Bauer a la mejor película, y The Woman Who Left (Ang Babaeng Humayo, 2016), adaptación de un relato de León Tolstoi a la realidad filipina de los años 90 que se hizo con el León de Oro del Festival de Venecia.

## Estilo y temática
Encuadrado con frecuencia —en contra de la opinión del autor— en lo que algunos críticos llaman slow cinema (“cine lento” o “cine contemplativo”), junto a directores clásicos como Andrei Tarkovsky o Theo Angelopoulos y contemporáneos como Pedro Costa, Tsai Ming Liang o Béla Tarr, el cine de Lav Díaz resulta inconfundible debido a la radicalidad de sus decisiones estilísticas: el uso de largas tomas en planos generales estáticos (que en muchas ocasiones constituyen planos secuencia), el blanco y negro -con la única excepción de Norte dentro de su obra de madurez- dotado de una gran profundidad de campo, ausencia de música extradiegética, así como una narración discontinua que disloca la causalidad de los hechos y la relación entre el tiempo y la trama, mediante largas pausas en las que esta no avanza, lo cual unido a la extensísima duración de sus metrajes provoca una sensación de inmersión casi física en el espectador. Un ejemplo claro de esta dilatación temporal puede encontrarse en Evolution of a Philipino Family, donde hay un plano fijo de unos veinte minutos que plasma el desangramiento de un personaje en tiempo real: 

En Ebolusyon trato de capturar el tiempo real. Estoy tratando de experimentar lo que estas personas están experimentando. Ellos caminan. Debo experimentar su caminar. Debo experimentar su aburrimiento y su aflicción (…). En la escena central de muerte de la película, quiero que el público experimente las aflicciones de mi pueblo que ha estado agonizando durante tanto tiempo: bajo los españoles durante más de 300 años, bajo los estadounidenses durante casi 100 años hasta ahora, bajo los japoneses durante cuatro años y luego bajo Marcos por más de 20 años hasta ahora también. Quiero que la gente experimente nuestra agonía. Esa es la escena de la agonía de los filipinos. La quería más extensa aún, créeme.

El director ha manifestado en numerosas ocasiones el carácter ecléctico de sus gustos cinematográficos, pero ha señalado las influencias directas del neorrealismo italiano, la literatura rusa del siglo XIX y cineastas como Jean Renoir, Andrei Tarkovski o Jean-Luc Godard. Algunos críticos han relacionado su austeridad estética con las obras de Mizoguchi, Fassbinder y Bresson. Como han sugerido tanto el propio autor como la prensa especializada, sus películas implican la transgresión de las normas del mainstream como una unión de la ética y la estética, desarrollando «un cine político en todos los sentidos», en palabras de Jerónimo Atehortúa: sus obras serían «objetos incómodos» que pretenden «impactar a todo el arco de la cadena cinematográfica». En concreto, respecto a la duración de sus filmes, Lav Diaz afirmó lo siguiente en 2023:

Adoro Hollywood, pero veo los problemas y tengo que destruirlos para mi  pueblo, para mi público. Con la duración, destruyes esas estructuras limitantes que están hechas solo para lo comercial y el marketing (…). Es una cuestión muy importante porque están aislando al cine como si fuese una especie de arte novedoso. Lo limitan, pero no limitan las novelas, la poesía, la danza, todos esos grandes medios. El cine es el arte más moderno y el más poderoso (…). ¿Por qué tiene que durar dos horas? ¿Por qué se clasifica de manera distinta un corto o un largometraje? Es solo cine, no un corto o un largometraje. No hay que dividir. ¿Por qué digital o celuloide? Tu tela es así de grande [señala un cuadro pequeño] o como el  Guernica. Da igual; es arte visual.

Otro campo de experimentación en la obra de Díaz se efectúa en los géneros cinematográficos, realizando una mezcolanza entre ellos. Entre otros muchos ejemplos, Melancholia viene a ser en su mayor parte un drama psicológico, pero sus últimas dos horas podrían catalogarse como cine bélico; en From What Is Before, las creencias de los aldeanos en seres sobrenaturales del folclore filipino añaden tintes de realismo mágico a una historia por lo demás estrictamente verídica; en Season of the Devil se entrecruzan el musical, la recreación histórica y el cine de terror, cuyos elementos también pueden rastrearse en Death in the Land of Encantos a través de personajes que parecen transformarse en zombis, al tiempo que otras escenas del filme emplean técnicas propias del documental.
En cuanto a la temática de sus películas, todas ellas abordan la historia de Filipinas, en un arco que va desde el siglo XIX (en A Lullaby to the Sorrowful Mystery) hasta un futuro distópico en The Halt. Los grandes desastres y traumas que han azotado el país, como los tifones o los genocidios cometidos por regímenes autoritarios, ante la pasividad de una población ignorante y atemorizada, están siempre presentes, así como una serie de motivos, temas y personajes arquetípicos: el regreso al lugar natal, la mujer en duelo por sus familiares asesinados o desaparecidos, el descenso hacia la locura o el suicidio, el artista acosado y humillado por las autoridades, los intelectuales burgueses que sucumben al nihilismo, la repercusión de las decisiones políticas en la vida cotidiana, concreta e individual, el pueblo llano que demuestra humanidad y dignidad en medio del horror, la frialdad de los abusos por parte de los ejecutores del poder militar, la naturaleza tropical como un ente vivo que determina toda la narración, conformando todo ello una especie de “épica nacional”, en palabras de May Ingawanijf.

## Filmografía
- Serafin Geronimo: Ang Kriminal ng Baryo Concepcion / The Criminal of Barrio Concepcion (1998)
- Burger Boy's (1999)
- Hubad sa Ilalim ng Buwan / Naked Under the Moon (1999)
- Batang West Side / West Side Avenue (2001)
- Hesus Rebolusyonaryo / Hesus the Revolutionary (2002)
- Ebolusyon ng Isang Pamilyang Pilipino / Evolution of a Filipino Family (2005)
- Imahe Nasyon / Image Nation (2006)
- Heremias (Unang Aklat: Ang Alamat ng Prinsesang Bayawak) / Heremias (Book One: The Legend of the Lizard Princess) (2006)
- Kagadanan sa Banwaan ning mga Engkanto / Death in the Land of Encantos (2007)
- Melancholia (2008)
- Siglo ng pagluluwal / Century of Birthing (2011)
- Pagsisiyasat sa Gabing Ayaw Lumimot / An Investigation on the Night That Won't Forget (2012)
- Ang Alitaptap / The Firefly (2013)
- Norte, Hangganan ng Kasaysayan / Norte, el fin de la Historia (2013)
- Prologo sa Ang Dakilang Desaparecido / Prologue to the Great Desaparecido (2013)
- Venezia 70: Future Reloaded / Venice 70: Future Reloaded (2013)
- Mula sa Kung Ano ang Noon / From What Is Before (2014)
- Mga Anak ng Unos: Unang Aklat / Storm Children: Book One (2014)
- Fragment (2015)
- Heremias Book Two: The Legend of The Invisible Island (2015)
- Hele sa Hiwagang Hapis / A Lullaby to the Sorrowful Mystery (2016)
- Ang Araw Bago ang Wakas / The Day Before the End (2016)
- Ang Babaeng Humayo / The Woman Who Left (2016)
- Lakbayan / Journey (2018)
- Ang Panahon ng Halimaw / Season of the Devil (2018)
- Ang Hupa / The Halt (2019)
- Lahi, Hayop / Genus, Pan (2020)
- Liminal (2020)
- Hiimala: Isang Dayalektika ng Ating Panahon / Himala: A Dialectic of Our Times (2020)
- Historya ni Ha / History of Ha (2021)
- Isang Salaysay ng Karahasang Pilipino / A Tale of Filipino Violence (2022)
- Kapag Wala Nang Mga Alon / When the Waves Are Gone (2022)
- Phantosmia (2024)

## Premios principales
Festival Internacional de Cine de Venecia
| Año  | Categoría                           | Película                          | Resultado |
| ---- | ----------------------------------- | --------------------------------- | --------- |
| 2016 | León de Oro a la Mejor Película     | The Woman Who Left                | Ganador   |
| 2008 | Premio Orizzonti                    | Melancholia                       | Ganador   |
| 2007 | Premio Orizzonti - Mención especial | Death in the Land of the Encantos | Ganador   |

Premios Alfred Bauer
| Año  | Categoría           | Película                           | Resultado |
| ---- | ------------------- | ---------------------------------- | --------- |
| 2016 | Premio Alfred Bauer | A Lullaby to the Sorrowful Mystery | Ganador   |

Premios Alfred Bauer
| Año  | Categoría           | Película                           | Resultado |
| ---- | ------------------- | ---------------------------------- | --------- |
| 2016 | Premio Alfred Bauer | A Lullaby to the Sorrowful Mystery | Ganador   |

Premios Gawad Urian
| Año  | Categoría                                        | Película                                          | Resultado                                                   |
| ---- | ------------------------------------------------ | ------------------------------------------------- | ----------------------------------------------------------- |
| 2015 | Premio Gawad Urian a la Mejor Dirección          | From What Is Before                               | Ganador                                                     |
| 2015 | Premio Gawad Urian al Mejor Guion                | From What Is Before                               | Ganador                                                     |
| 2015 | Premio Gawad Urian al Mejor Edición              | From What Is Before                               | Ganador                                                     |
| 2014 | Premio Gawad Urian al Mejor Guion                | Norte, el fin de la historia                      | Ganador (compartido con Rody Vera)                          |
| 2013 | Premio Gawad Urian al Mejor Sonido               | Florentina Hubaldo, CTE                           | Ganador (compartido con Willy Fernández y Kristine Kintana) |
| 2011 | Dekada Award                                     | Evolution of a Filipino Family y Batang West Side | Ganador                                                     |
| 2008 | Premio Gawad Urian al Mejor Diseño de Producción | Death in the Land of the Encantos                 | Ganador (compartido con Dante Pérez)                        |
| 2005 | Premio Gawad Urian al Mejor Guion                | Evolution of a Filipino Family                    | Ganador                                                     |
| 2002 | Premio Gawad Urian a la Mejor Dirección          | Batang West Side                                  | Ganador                                                     |
| 2002 | Premio Gawad Urian al Mejor Guion                | Batang West Side                                  | Ganador                                                     |

World Premieres Film Festival (Filipinas)
| Año  | Categoría            | Película            | Resultado |
| ---- | -------------------- | ------------------- | --------- |
| 2014 | Grand Festival Prize | From What Is Before | Ganador   |

Muestra Internacional de Cine de São Paulo
| Año  | Categoría              | Película            | Resultado |
| ---- | ---------------------- | ------------------- | --------- |
| 2014 | Premio de la audiencia | From What Is Before | Ganador   |

Premios del Young Critics Circle (Filipinas)
| Año  | Categoría                                      | Película                          | Resultado                            |
| ---- | ---------------------------------------------- | --------------------------------- | ------------------------------------ |
| 2008 | Mayor logro en Diseño Visual y Cinematográfico | Death in the Land of the Encantos | Ganador (compartido con Dante Pérez) |

Festival Internacional de Cine de Friburgo
| Año  | Categoría                  | Película | Resultado |
| ---- | -------------------------- | -------- | --------- |
| 2006 | Premio especial del jurado | Heremias | Ganador   |

Festival Internacional de Cine de Singapur
| Año  | Categoría            | Película         | Resultado |
| ---- | -------------------- | ---------------- | --------- |
| 2002 | Premio Silver Screen | Batang West Side | Ganador   |